# Music of Changes
Music of Changes (англ. Музика змін) — твір Джона Кейджа, написаний у 1951 році. Твір присвячений Девіду Тюдору. Назва твору пов'язана із тим, що Кейдж застосовував на етапі композиції операції з випадковістю, засновані на китайській Книзі змін. Проте цей твір не передбачає імпровізації чи іншої довільності у структурі на етапі виконання — усе в ньому є чітко занотовано. До того ж, Кейжд застосовує пропорційну нотацію, коли один дюйм паперу відповідає одній четвертій ноті. Окрім гри на клавіатурі Кейдж застосовує у цьому творі такі прийоми, як гра безпосередньо на струнах (зачіпаючи їх нігтями та вдаряючи по них перкусійними паличками), удар кришкою від клавіатури тощо. Музика змін звучить близько 45 хв і складається з чотирьох частин.